# ابی وید گری
اَبی وید گرِی (۱۹۰۲–۱۹۸۳) مجموعه‌دار و حامی هنر آمریکایی بود که گالری هنر گری در دانشگاه نیویورک به نام او نامگذاری شده است. گری علاقه زیادی به هنر مدرن غیر غربی داشت به‌ویژه هنر خاورمیانه و هنر نوگرای ایران، بخش مهمی را در مجموعه او به خود اختصاص داده است.

## دوران جوانی و تحصیل
ابی گری در سال ۱۹۰۲ در مینه‌سوتا متولد شد و در کالج واسار تحصیل کرد. او در سال ۱۹۲۴ با بنجامین ادواردز گری، افسر ارتش، ازدواج کرد.

## پیشه
گری اهل سینت پال، مینه‌سوتا بود. او پس از مرگ همسرش در سال ۱۹۵۶ ، بنیاد بِن و اَبی گری را برای حمایت از هنرمندان تأسیس کرد در طول دهه‌های ۱۹۶۰ و ۱۹۷۰، گری پروژه‌های کیوریتوری مانند چهارده هنرمند معاصر ایرانی (۱۹۶۲–۱۹۶۵) با کیوریتوری پرویز تناولی و هنر امروز ترکیه (۱۹۶۶–۱۹۷۰) را در ایالات متحده آمریکا پشتیبانی و برگزار کرد. و نیز یک جهان از طریق هنر و پروژه ارتباط از راه هنر (۱۹۶۴)، که به‌طور همزمان در استانبول، تهران و لاهور برگزار شد، و سپس در سراسر مدیترانه شرقی، آسیا و شرق آفریقا به نمایش درآمد. از سال ۱۹۷۹، گری به یکی از مجموعه داران برجسته آمریکایی هنر آسیایی و خاورمیانه شناخته می‌شود.
گری عضو هیئت امنای انجمن هنرهای زیبای مینه‌سوتا (۱۹۶۷–۱۹۷۳) و هیئت نظارت بر کالج هنر و طراحی مینیاپولیس (۱۹۶۴–۱۹۸۳) بوده است. در سال ۱۹۷۴ گالری هنر گری را در دانشگاه نیویورک تأسیس کرد. همچنین بورس تحصیلی گری را در مرکز مطالعات موزه در مرکز هنر واکر بنیان گذاشت و در سال ۱۹۷۹، کتابخانه و مرکز مطالعات هنرهای زیبای گری را که منبعی در دپارتمان تاریخ هنر دانشگاه نیویورک بود، تأسیس و وقف کرد.
گری همچنین نویسنده خودزندگی‌نامه «تصویر، پنجره است» (عنوان اصلی: The Window is the Picture) است که توسط انتشارات دانشگاه نیویورک منتشر شده است.
پرویز تناولی در کتاب آتلیه کبود، به‌طور مفصل به آشنایی‌اش با ابی گری، و نقش حمایتی او از هنر نوگرای ایران در آمریکا نوشته است.

## مجموعه آثار ایرانی
مجموعه ابی گری از آثار هنرمندان نوگرای ایران یکی از نفیس‌ترین مجموعه‌های هنر نوگرای ایران در خارج از ایران است.
این مجموعه که از دهه ۱۳۴۰، با کمک پرویز تناولی جمع‌آوری شد، شامل برخی از مهم‌ترین آثار پرویز تناولی، مارکو گریگوریان، سیا ارمجانی، حسین زنده‌رودی، کامران دیبا، احمد اسفندیاری، میرحسین موسوی، منیر فرمانفرماییان، منصور قندریز، بهروز گلزاری، محمود جوادی‌پور، حسین کاظمی، مرتضی ممیز، ناصر اویسی، رویین پاکباز، بهجت صدر، فرامرز پیلارام، سهراب سپهری، معصومه سیحون، ژازه تباتبایی، صادق تبریزی، مش اسماعیل و هنرمندان نوگرای دیگر است.
همچنین بخشی از تجهیزات کارگاه مجسمه‌سازی دانشگاه تهران، از‌جمله کوره‌های این کارگاه، توسط ابی گری به این دانشگاه اهداء شده بود.